# Asz-Szuhada
Asz-Szuhada (arab. الشهداء) - miasto w muhafazie Al-Minufijja w północnej części Egiptu, na północny zachód od Kairu. W 2006 roku liczyło 49 447 mieszkańców.
Przez miejscowość przebiega droga Minuf-Tanta oraz linia kolejowa.